# Curran (Wisconsin)
Curran es un pueblo ubicado en el condado de Jackson en el estado estadounidense de Wisconsin. En el Censo de 2010 tenía una población de 343 habitantes y una densidad poblacional de 3,66 personas por km².

## Geografía
Curran se encuentra ubicado en las coordenadas 44°22′44″N 91°6′18″O / 44.37889, -91.10500. Según la Oficina del Censo de los Estados Unidos, Curran tiene una superficie total de 93.75 km², de la cual 93.75 km² corresponden a tierra firme y (0%) 0 km² es agua.

## Demografía
Según el censo de 2010, había 343 personas residiendo en Curran. La densidad de población era de 3,66 hab./km². De los 343 habitantes, Curran estaba compuesto por el 96.5% blancos, el 0.29% eran afroamericanos, el 0.29% eran amerindios, el 2.33% eran asiáticos, el 0% eran isleños del Pacífico, el 0% eran de otras razas y el 0.58% pertenecían a dos o más razas. Del total de la población el 0% eran hispanos o latinos de cualquier raza.